# Mariette Rousseau
Mariette Hannon (20 de marzo de 1850 - 14 de enero de 1926), más conocida como Mariette Rousseau, fue una micóloga y taxónoma belga, especializada en plantas criptogámicas y hongos. Entre 1879 y 1905 publicó varias obras sobre hongos con Elisa Caroline Bommer, centrándose principalmente en especies de Bélgica.

## Biografía

### Primeros años
Mariette fue hija de Joseph Hannon, un profesor de zoología y anatomía comparada de la Universidad de Bruselas, y de Pauline Durselin. Sus hermanos fueron el pintor Théodore Hannon y el fotógrafo Édouard Hannon. Su padre comenzó a enseñarle sobre plantas cuando era joven, aunque se desconoce el resto de su educación. En tanto, desarrolló sus conocimientos en micología de manera autodidacta. En 1871 se casó con Ernest Rousseau, amigo de su padre y también profesor de la universidad, de quien adoptó su apellido. Tuvieron un hijo, Ernest Rousseau, que fue el primer presidente de Les Naturalistes Belges.

### Carrera

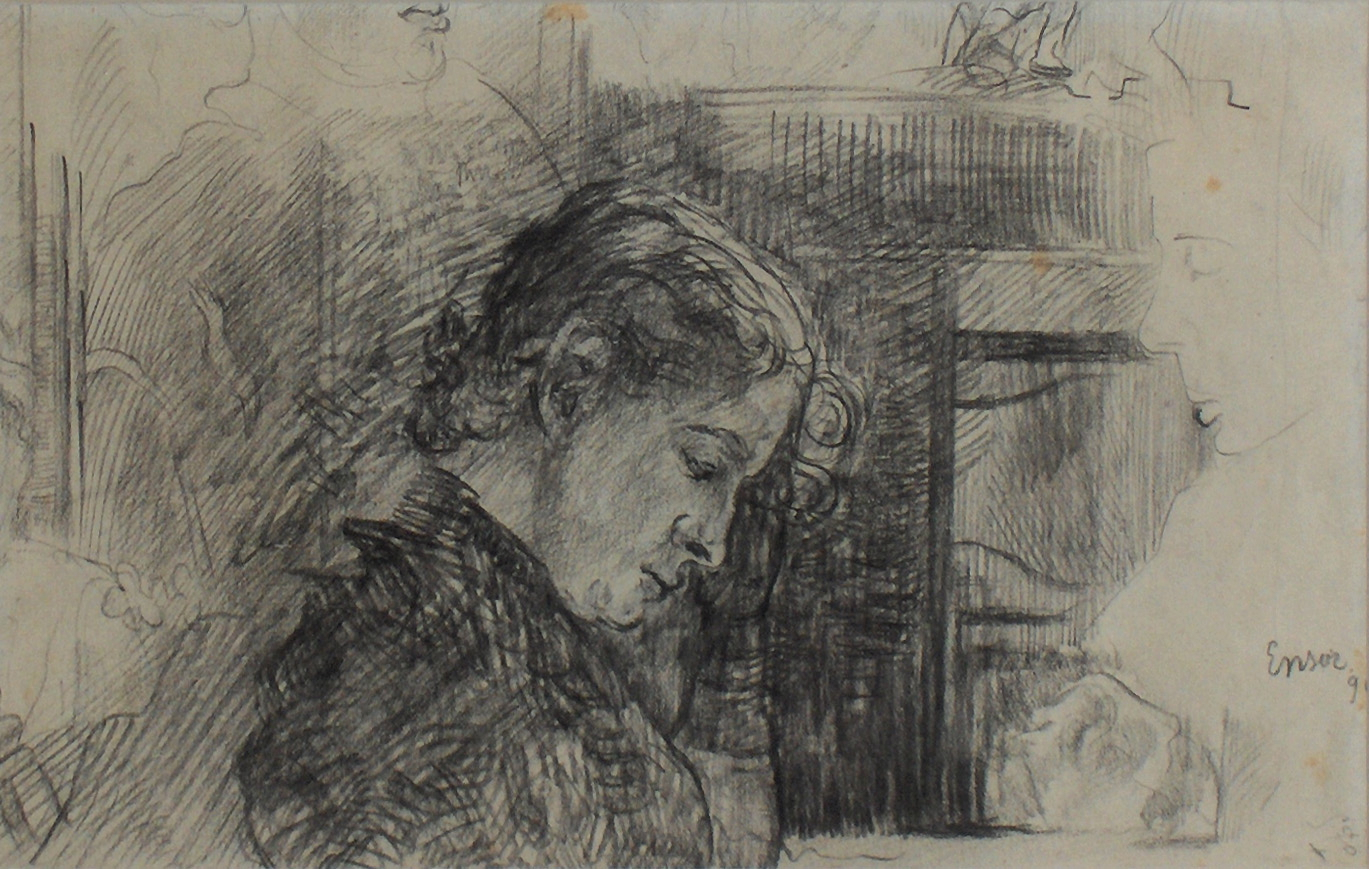
Dibujo de Rousseau por James Ensor (1885).

En 1873 conoció a Elisa Caroline Bommer, que también se interesaba por la botánica. Mariette dijo de Elisa: "La conformidad de nuestros gustos, la similitud de ciertos aspectos de nuestros caracteres, constituyeron la base de un acuerdo completo y de una colaboración cuya actividad nunca pudo frenarse". El marido de Bommer, Jean-Edouard Bommer, les sugirió a ambas que estudiasen las especies de hongos locales. A partir de 1879, las dos comenzaron a publicar una serie de trabajos en el Bulletin de la Société Royale de Botanique de Belgique. También publicaron un artículo sobre los hongos de Costa Rica a partir del material recolectado por Henri François Pittier en 1887, del que descubrieron varias especies nuevas. En 1905 elaboraron un informe sobre los hongos de la Antártica recogidos por la expedición belga de 1897-1899 dirigida por Adrien de Gerlache de Gomery.
A partir de 1908, Rousseau se dedicó principalmente a conservar la colección de setas del Jardín Botánico de Bruselas. Allí también organizaba exposiciones públicas y respondía preguntas sobre esos organismos. Tras la muerte de Elisa Bommer en 1910, Rousseau dejó de dedicarse a la recolección activa, pero siguió dirigiendo excursiones naturalistas por Bruselas y sus alrededores.
En 1924 recibió la distinción de caballero de la Orden de Leopoldo. Era amiga del artista James Ensor, con el que mantenía correspondencia, y aparecía ocasionalmente como modelo de sus pinturas y bocetos. El micólogo italiano Pier Andrea Saccardo bautizó el género Roussoella en su honor, mientras que el género Roussoellopsis también lleva su nombre.
Su herbario se encuentra en el Catálogo del Herbario BR, situado en el Jardín botánico nacional de Bélgica. Sus otros materiales se encuentran en el Herbario de Patología Vegetal de la Universidad de Cornell y en la Colección Nacional de Hongos de los Estados Unidos.

## Publicaciones (selección)
Lista de publicaciones recopilada por Sara Maroske y Tom W. May:
Bommer E, Rousseau M (1879). Catalogue des champignons observé aux environs de Bruxelles. Bulletin de la Société Royale de Botanique de Belgique18(3): 61–219 [reprinted, TL-2 627].
Bommer E, Rousseau M (1884). Florule mycologique des environs de Bruxelles. Bulletin de la Société Royale de Botanique de Belgique 23(1): 13–365 [reprinted, TL-2 628].
Bommer E, Rousseau M (1886). Contributions à la flore mycologique de Belgique. Bulletin de la Société Royale de Botanique de Belgique 25(1): 13–365.
Bommer E, Rousseau M (1887). Contributions à la flore mycologique de Belgique, II. Bulletin de la Société Royale de Botanique de Belgique 26(1): 187–241.
Bommer E, Rousseau M (1890). Contributions à la Flore Mycologique de Belgique, III. Bulletin de la Société Royale de Botanique de Belgique 29(1): 205–302.
Bommer E, Rousseau M (1896). Primitiae Florae Costaericensis par Th. Durand et H. Pittier. Troisième fasicule. Fungi. Bulletin de la Société Royale de Botanique de Belgique 35: 151–166.
Bommer E & Rousseau M (1905). Champignons. Résultats Voyage du S. Y. Belgica en 1897–1898–1899 … Rapports scientifiques …. 6: 1–15, pl. 1–5.